# 文藝 (道光進士)
文藝（1787年—？），字道園，号蕉农，舒穆禄氏，满洲正黄旗人。嘉庆戊辰举人，道光壬午进士。

## 生平履历
历任湖北黄陂县、嘉鱼县、天门县知县、笔帖式、詹事府赞善。

## 家族
- 曾祖海成，工部侍郎、江西巡抚；
- 祖舒通阿，工部员外郎；
- 父德恒，太仆寺少卿；
- 妻董鄂氏；
- 子恩榮。[2]